# Ошибка «Глазго»
«Ошибка „Глазго“» (англ. HMS Glasgow error) — филателистическое название почтовой марки Фолклендских островов 1964 года  (Sc #151a; SG #216а), выпущенной в памятной серии в честь 50-летия Фолклендского боя и содержащей сюжетную (оформительскую) ошибку.

## Описание
Ошибка оформления состоит в том, что на марке номиналом в 6 пенсов вместо рисунка крейсера «Кент» изображён крейсер «Глазго», который также запечатлён на другой марке этой серии номиналом в 2½ пенса. Вероятно, был напечатан один лист таких марок (60 штук), при этом известны только 17 экземпляров данной марки.

Ошибка «Глазго» (справа) и аналогичный вариант марки Фолклендов с изображением HMS Glasgow, 1964, 2½ и 6 пенсов(Sc #150 и 151a)

## Филателистическая ценность
Единственный марочный лист с ошибкой, по-видимому, был послан филателистическому дилеру в США, который ошибку не заметил и распространял марки как обычные.
Одна из марок из коллекции сэра Гавейна Бейли (1934—2003) была продана в 2004 году за 24 000 фунтов стерлингов, другой экземпляр был реализован в мае 2005 года за 29 000 швейцарских франков. В декабре 2006 года ещё одна марка ушла за 30 555 фунтов стерлингов.